# Depot von Lhotka nad Labem
Das Depot von Lhotka nad Labem (auch Hortfund von Lhotka nad Labem) ist ein Depotfund der frühbronzezeitlichen Aunjetitzer Kultur aus Lhotka nad Labem im Ústecký kraj, Tschechien. Es datiert in die Zeit zwischen 2000 und 1800 v. Chr. Das Depot befindet sich heute im Museum von Litoměřice.

## Fundgeschichte
Das Depot wurde im März 1929 am Nordostrand von Lhotka auf dem Gelände einer Ziegelei entdeckt. Die genauen Fundumstände sind unbekannt. Die Fundstelle liegt am Westufer der Elbe. Auf dem Gelände der Ziegelei traten bei der Materialgewinnung immer wieder vorgeschichtliche Funde zutage, darunter neben dem Depot auch vier weitere Ensembles der frühen Bronzezeit, die vermutlich aus einer Siedlung stammen.

## Zusammensetzung
Das Depot war in einem Keramikgefäß niedergelegt worden. Bei diesem handelt es sich um ein Steilhalsgefäß mit sich gegenüberstehenden senkrecht durchlochten Zapfen am Hals-Schulter-Umbruch. Das Gefäß enthielt mehrere Bronzegegenstände: eine Armspirale aus Draht mit kreisrundem Querschnitt, eine verzierte Ösenkopfnadel, zwei identisch ausgeführte Ringkopfnadeln mit je einer angehängten Kette aus vier ineinander gegossenen Ringen, drei niedrige, offene, gerippte Armmanschetten, zwei offene Stabarmringe mit Pfötchenenden sowie ein geschlossener Ring (wahrscheinlich ein Kettenglied). Hinzu kommen ein laibförmiger Tropfen aus Weißmetall und eine Kette, die aus insgesamt 577 Perlen und einem Kettenabschluss gefertigt wurde. Bei den Perlen handelt es sich um 566 tonnenförmige Perlen, die teilweise aus Bronze, teilweise aus Weißmetall gefertigt wurden und um elf Doppelperlen, die durch ein kurzes Plättchen verbunden sind. Der Kettenabschluss ist kegelförmig und weist zwei Öffnungen auf.